# 17437 Stekene
17437 Stekene è un asteroide della fascia principale. Scoperto nel 1989, presenta un'orbita caratterizzata da un semiasse maggiore pari a 3,1655423 UA e da un'eccentricità di 0,0533374, inclinata di 21,53237° rispetto all'eclittica.